# Кантор, Вячеслав Владимирович
Вячесла́в Влади́мирович (Вячесла́в Моше́) Ка́нтор (род. 8 сентября 1953, Москва) — российский, израильский и британский предприниматель, миллиардер, общественный деятель, коллекционер предметов искусства. В 2021 году был владельцем более 94 % акций производителя минеральных удобрений «Акрон». Летом 2022 года  передал 45,1% акций «Акрона» троим топ-менеджерам, формально перестав быть обладателем контрольного пакета. В 2025 году его состояние оценивалось русским Forbes в 9,5 млрд долл. (19-е место списка). Президент Европейского еврейского конгресса.
После российского вторжения на Украину, из-за «связи с Путиным», находился под санкциями Евросоюза, Великобритании, Швейцарии и Украины. 14 марта 2025 года решением Совета ЕС, которое значительно расширяло список санкционированных лиц, был исключён из санкционного списка Евросоюза без официального пояснения причины, а 18 марта 2025 года — из санкционного списка Швейцарии.

## Биография
Родился 8 сентября 1953 года в Москве, СССР. В 1976 году окончил Московский авиационный институт (МАИ), потом занимался научной работой в МАИ и НПО «Спектр». В 1981 году защитил кандидатскую диссертацию по специальности «Автоматическое управление космическими летательными аппаратами» и получил степень кандидата технических наук. В открытом доступе диссертации Кантора нет, однако, по данным Российской государственной библиотеки, она хранится в Научно-технической библиотеке МАИ. В основе этой работы идея отражателя солнечного света, который бы мог освещать Землю даже ночью. Кантор рассказал об этом проекте в популярной форме на страницах газеты «Правда» в статье, написанной совместно с Жоресом Алфёровым (1981 год).
В конце 1980-х годов организовал коммерческий центр «Композит», занимавшийся продажей компьютерной техники и её установкой на промышленных предприятиях. В 1989—1993 годах занимал должность генерального директора российско-американского предприятия «Интелмас». В начале 1990-х получил контракт на проведение экологической экспертизы на новгородском химическом предприятии «Азот». В 1993 году принял участие в приватизации «Азота», приобретя 30 % акций (дальше акции постепенно докупались), после приватизации предприятие было переименовано в «Акрон», и его возглавила команда во главе с Кантором. В 1994 году в состав компании «Акрон» было включено АО «Дорогобуж», одно из крупнейших производителей минеральных удобрений в Смоленской области.
В июне 2022 года передал 45,1% акций «Акрона» в доверительное управление троим топ-менеджерам: главе совета директоров Александру Попову (14,6%), вице-президенту Дмитрию Хабрату (16%) и руководителю юруправления Павлу Вавилову — (14,5%). Под контролем бизнесмена осталось всего 40,9%. Официальных постов в «Акроне» Кантор не занимает, но опрошенные «Коммерсантом» эксперты полагают, что он по-прежнему управляет компанией.

## Санкции
6 апреля 2022 года, после вторжения России на Украину, Великобритания ввела персональные санкции против Кантора как против крупнейшего держателя акций компании «Акрон», обладающей стратегической важностью для российских властей.
8 апреля 2022 года Евросоюз ввёл санкции против Кантора, так как он «несёт ответственность за материальную или финансовую поддержку действий, подрывающих или угрожающих территориальной целостности, суверенитету и независимости Украины»:

Вячеслав Кантор — российский олигарх, который является крупным акционером группы «Акрон», одного из крупнейших российских производителей удобрений. Он имеет близкие связи с президентом Владимиром Путиным. Эта связь с российским президентом помогла ему накопить значительное состояние. Он открыто заявлял о своей поддержке и дружбе с президентом Путиным неоднократно, его связывают хорошие отношения с Кремлем. Поэтому он получает выгоду от российских лиц, ответственных за незаконную аннексию Крымского полуострова Россией и дестабилизацию Украины
— «Официальный журнал Европейского союза», Брюссель, 8 апреля 2022 года,
По аналогичным основаниям были введены санкции Украины.
В апреле 2022 года итальянские власти решили конфисковать у него 11 вилл. Процедура заняла четыре месяца, из-за сложной схемы владения, завершившись к сентябрю. Все виллы расположены на Изумрудном берегу (Costa Smeralda) на севере Сардинии. Одна из них раньше принадлежала матери бывшего премьер-министра Италии Сильвио Берлускони, другая — его младшему брату Паоло
14 марта 2025 года Совет Европейского Союза своим решением исключил Кантора из списка лиц, в отношении которых применимы санкции Евросоюза. По сведениям американской организации Радио «Свобода», исключение его имени из санкционного списка ЕС явилось следствием требования Венгрии и Словакии.
Вслед за этим, Швейцария также приняла решение об исключении Кантора из своего санкционного списка с 18 марта 2025 года.

## Семья
Кантор женат на Анне Кантор, имеет четверых сыновей и дочь. Кантор является гражданином России, Великобритании и Израиля.

## Состояние
Кантор входит в число богатейших людей России и мира по версии Forbes.
Состояние Кантора, $ млрд
Примечание: в 2011—2019 годах капитал указан по состоянию на март соответствующего года, в 2020 году — на апрель.
Основа бизнеса Кантора — 94,2 % акций российского производителя минеральных удобрений ПАО «Акрон». В Группу «Акрон» входят два производителя азотных и сложных удобрений (ПАО «Акрон» в Новгородской и ПАО «Дорогобуж» в Смоленской областях), три добывающие компании (в Мурманской области, Пермском крае и в провинции Саскачеван в Канаде), морские терминалы (в Калининграде, эстонских портах Мууга и Силламяэ).
Кантор является мажоритарным владельцем акций Московского конного завода № 1, основанного в 1924 году для сохранения генофонда орловской рысистой породы лошадей.

## Общественная деятельность
С июня 2007 по апрель 2022 года Вячеслав Кантор занимал пост президента Европейского еврейского конгресса (ЕЕК).
В мае 2025 года, на Генеральной Ассамблее ЕЕК в Иерусалиме, Кантор был вновь избран президентом ЕЕК на пятый срок, набрав почти две трети голосов делегатов – представителей европейских еврейских общин. 
В 2010 году по инициативе Кантора был учреждён Центр Кантора по изучению современного европейского еврейства при Тель-Авивском университете. В 2007 году Кантор стал президентом «Международного Люксембургского форума по предотвращению ядерной катастрофы», созданного по итогам Международной конференции, состоявшейся 24—25 мая 2007 года в Люксембурге. В 2008 году основал Европейский совет по толерантности и примирению (ЕСТП), в котором является президентом при председательстве Тони Блэра.
Кантор президент и основатель фонда «Всемирный форум памяти Холокоста» и сыграл ключевую роль в проведении форумов, прошедших с 2005 по 2020 годы.
В 2019 году Кантор был назначен канцлером Совета «Яд Вашем», до этого, с 2010 года он был вице-председателем Совета организации.

## Благотворительные проекты
В 2006 году Вячеслав Кантор выступил в роли учредителя Европейского еврейского фонда, некоммерческой организации, целью которой является развитие еврейской жизни в Европе. С июня 2007 года он занимает пост президента фонда.
В 2013 году, после пожара в интернате «Оксочи» в Новгородской области, Кантор полностью профинансировал строительство нового жилого корпуса для пациентов Маловишерского психоневрологического интерната в деревне Подгорное. Для Новгородского музея-заповедника он приобрёл спектрометр «Tracer», необходимый для исследования и реставрации фресковой живописи.
В 2019 году Кантор выступил с благотворительной инициативой создания на территории Новгородской области системы гериатрической реабилитации. В 2020 году он профинансировал создание гериатрического центра на базе Клинического госпиталя ветеранов войн в Великом Новгороде.
Вячеслав Кантор является инициатором многих других благотворительных проектов за пределами России.
Искусство
Вячеслав Кантор является президентом Музея искусства авангарда (МАГМА), основанного по его инициативе в Москве в 2001 году. Коллекция музея представляет собой самое большое и важное частное собрание искусства русского авангарда XX века. Это течение развивалось на территории Европы, США, Российской империи и СССР с 1890 года по настоящее время, объединив таких художников, как Марк Шагал, Хаим Сутин и Марк Ротко. Целью Кантора изначально было собирать работы художников еврейского происхождения. Оценочная стоимость коллекции — примерно 500 миллионов долларов.

## Награды
Кантор награждён орденами и медалями России и других стран:
- орден Дружбы (Россия, 11 сентября 1998)[51][52];
- офицер ордена Заслуг перед Республикой Польша (Польша, 2005)[53][54];
- орден князя Ярослава Мудрого V степени (Украина, 30 января 2007) — за выдающийся личный вклад в сохранение и чествование памяти жертв Холокоста, укрепление межнационального согласия[55];
- орден Леопольда I (Бельгия, 2009)[56];
- медаль «За заслуги в области толерантности» (Польша, 2011);
- Кавалер ордена Почётного легиона (Франция, 2012)[57];
- Кавалер Большого Креста Ордена «За заслуги перед Итальянской Республикой» (Италия, 2012)[58];
- Большой Крест Национального ордена «За заслуги» (Ordinul Național Pentru Merit) (Румыния, 2013)[59][60];
- Офицер Ордена Почётного легиона (Франция, 2014, вручён в 2015);
- орден Почёта (Россия, 26 августа 2016) — за достигнутые трудовые успехи и многолетнюю добросовестную работу[61];
- Офицер Ордена Короны (Бельгия, 2020)[62];
- Большой золотой Почётный знак «За заслуги перед Австрийской Республикой» (Командорский крест 1-й степени) (Австрия, 2021)[63];

Почётные звания
- Почётный гражданин Великого Новгорода (1997)[64];
- Почётный доктор Тель-Авивского университета (2004), основатель Центра Кантора по изучению современного европейского еврейства при Тель-Авивском университете (с 2010 года)[65][66];
- Почетный член Российской академии художеств (2018)[67].

Премии
- Премия «Скрипач на крыше» в номинации «Благотворительность» (2017) — за содействие в организации акции «Марш жизни» в мемориальном комплексе концентрационного лагеря «Аушвиц-Биркенау»[68].

## Возглавляемые организации
Вячеслав Кантор является президентом Европейского еврейского конгресса, Европейского совета по толерантности и примирению, президентом фонда «Всемирный форум памяти Холокоста», председателем Европейского еврейского фонда, президентом Музея искусства авангарда (МАГМА).
С 2007 по 2022 год он являлся президентом Европейского еврейского конгресса, а также президентом Международного Люксембургского форума по предотвращению ядерной катастрофы. В 2013—2022 гг. был председателем Политического совета Всемирного еврейского конгресса.